# Cylindraspis peltastes
Cylindraspis peltastes — вид велетенських суходільних черепах. Ендемік острова Родригес. Вид вимер близько 1800 року.

## Опис

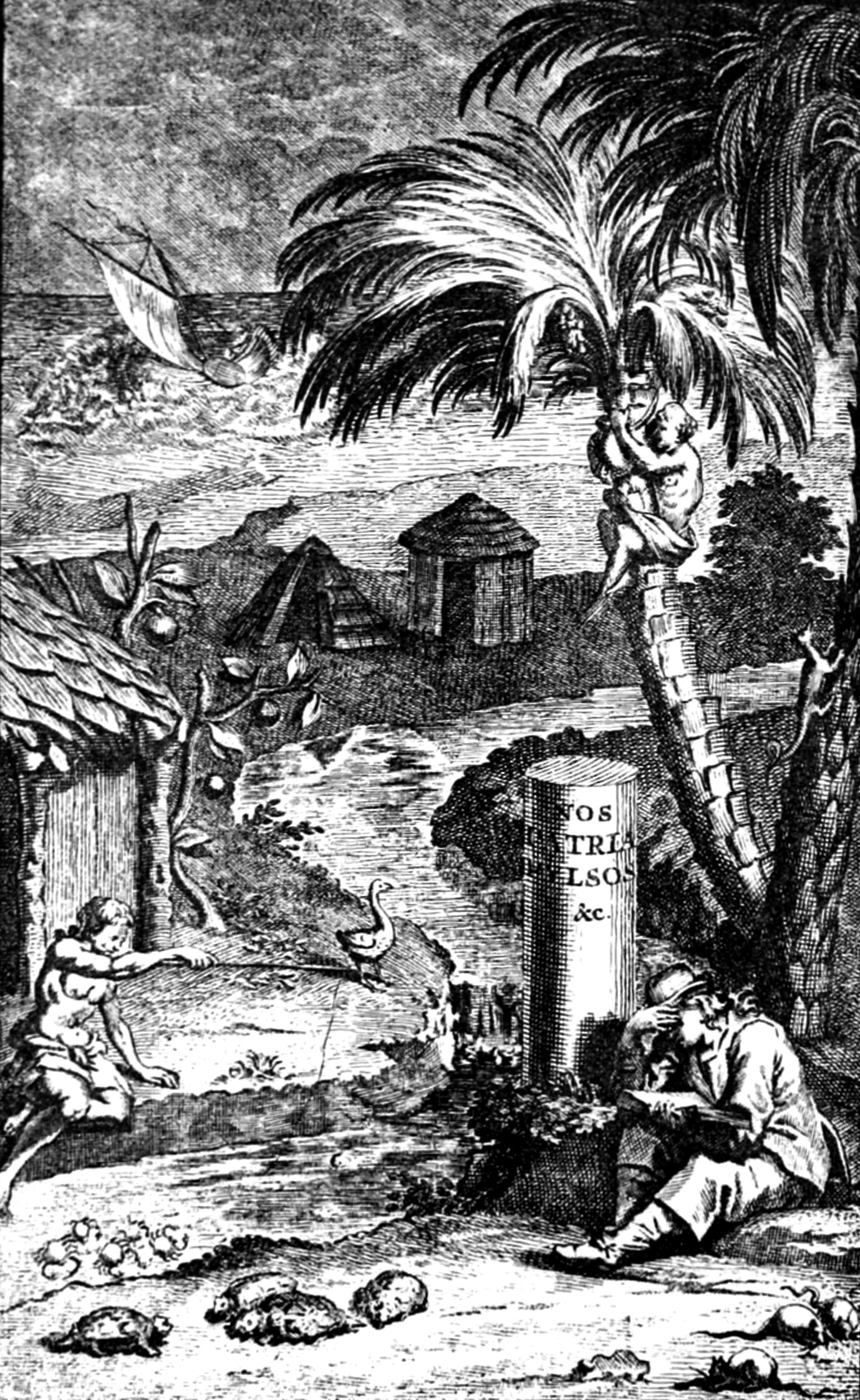
Ілюстрація 1707 року, де зображено поселення на острові Родригес із черепахами, пацюками, крабами, Родригеським дронтом та ящіркою на стовбурі пальми. Найімовірніше, черепахи належать до виду Cylindraspis peltastes

Cylindraspis peltastes була одним із найменших видів велетенських черепах Індійського океану, досягаючи у довжину трохи більше 40 см, приблизна вага 12 кг.
На острові також був поширений значно більший родич Cylindraspis vosmaeri. Обидва види походять із виду з острова Маврикій (предок Cylindraspis inepta), який поширився на Родригесі багато мільйонів років тому, а тоді розділився на два види.

## Екологія та вимирання
До моменту появи перших поселенців, на острові були значні стада черепах. Як і багато інших острівних видів, вони, за повідомленнями, були дружніми і не боялися людей. Проте, в наступні роки, масові заготівлі й експорт харчів, а також введення інвазивних чужорідних видів, швидко винищили черепах. Сотні тисяч були завантажені у кораблі як запаси їжі або перевозилися на Маврикій, де їх спалювали для жиру і олії.
Уцілілий представник виду був виявлений на Родригесі 1795 року, на дні яру. Ще в 1802 році є згадка про те, що вцілілі черепахи гинули в результаті великих пожеж, якими очищувалася територія острова для сільського господарства.
Згодом було виявлено, що стада черепах відігравали важливу роль в екосистемі острова й відтворенні лісів. Зважаючи на цей факт, було вжито заходів для введення аналогічних видів черепах із інших частин світу, щоб допомогти у відновленні зруйнованого природного середовища острова Родригеса. Таким видом було обрано черепаху променисту з Мадагаскару, яка схожа за розміром та оселищем.